# Anisocentropus corvinus
Anisocentropus corvinus là một loài Trichoptera trong họ Calamoceratidae. Chúng phân bố ở miền Australasia.